# ساكاي تسوبوي
ساكاي تسوبوي (باليابانية: 壺井栄) (5 أغسطس 1899، جزيرة شودو في اليابان - 23 يونيو 1967، طوكيو في اليابان)؛ شاعرة، كاتِبة وروائية يابانية.

## روابط خارجية
- ساكاي تسوبوي على موقع IMDb (الإنجليزية)
- ساكاي تسوبوي على موقع قاعدة بيانات الفيلم (الإنجليزية)